# Turiner Dom

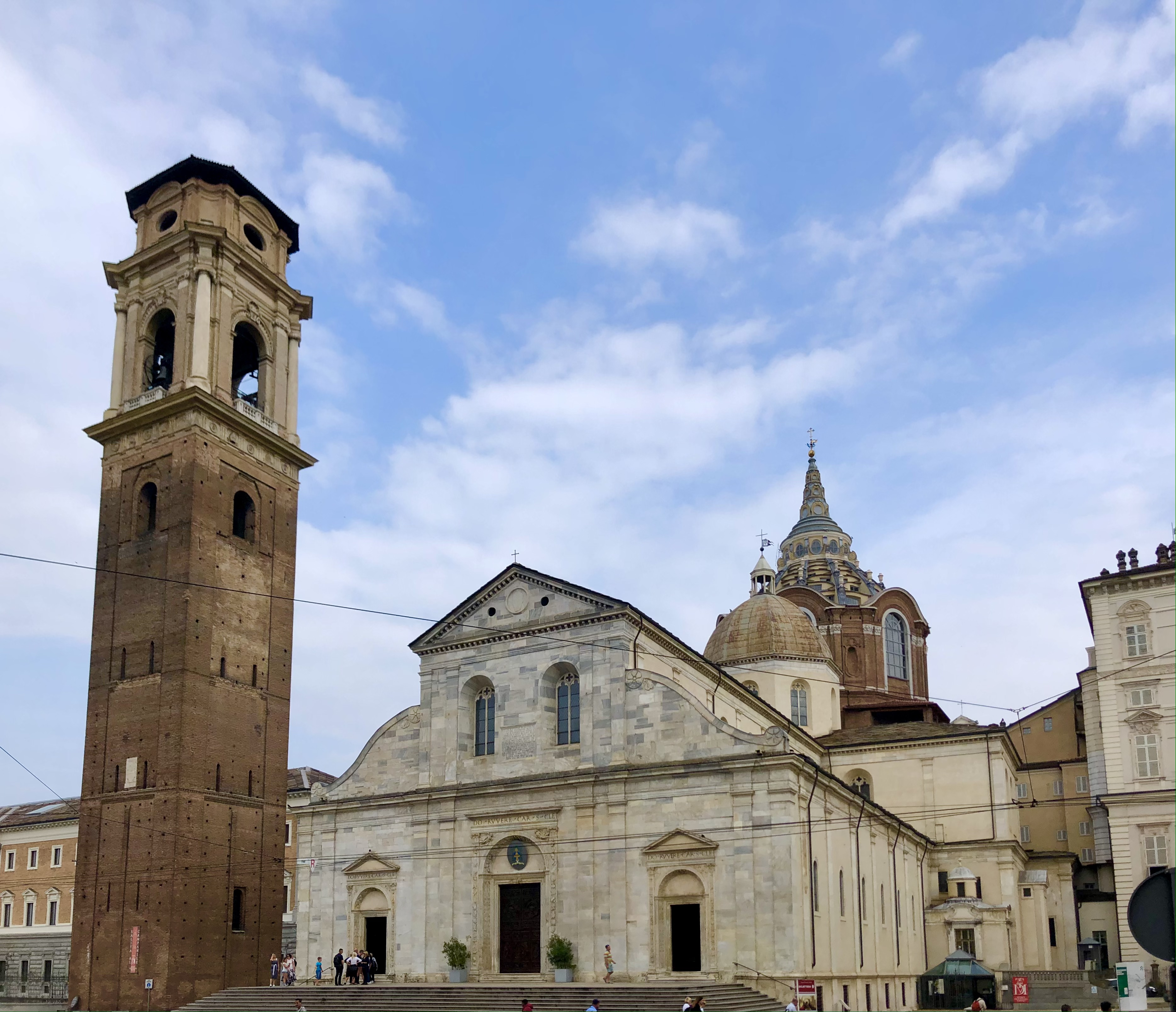
Kathedrale San Giovanni Battista

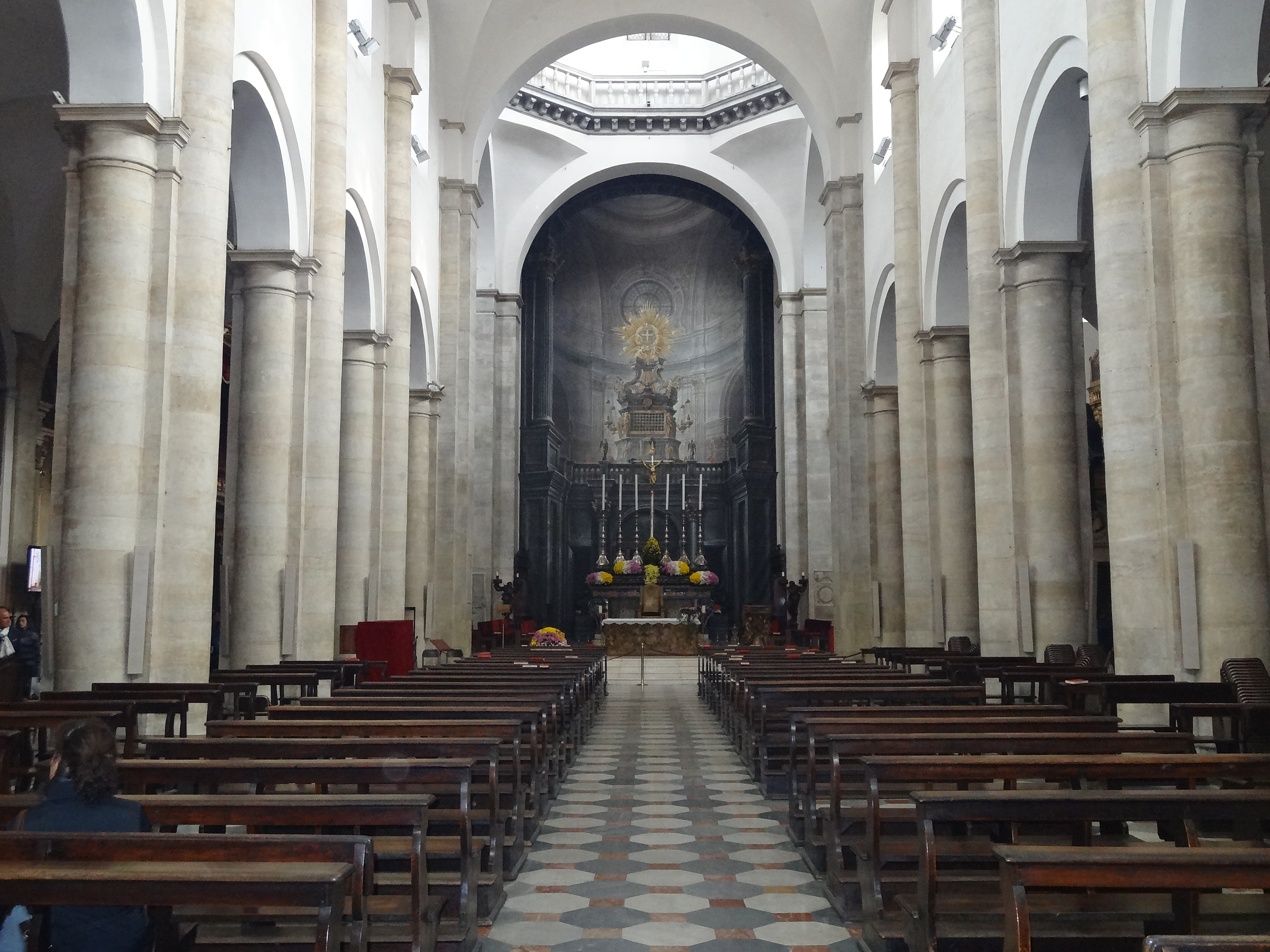
Blick durch das Hauptschiff zum Altar

Der Turiner Dom (ital.: Duomo di Torino) ist Johannes dem Täufer gewidmet (Cattedrale di San Giovanni Battista). Er ist die ranghöchste Kirche der piemontesischen Hauptstadt Turin und Kathedrale des Erzbistums. An der Piazza San Giovanni gelegen, bildet er zusammen mit dem Schloss ein herausragendes Bauensemble.

## Campanile und Langhaus
Von den Vorgängern des heutigen Baus blieb nur der bereits 1469 fertiggestellte Campanile. Der heutige Dom, eine anspruchslose Basilika in Renaissanceformen auf kreuzförmigem Grundriss mit einer Marmorfassade, wurde von 1491 bis 1498 nach Zeichnungen von Meo del Caprino gebaut.
Filippo Juvarra setzte 1723 dem Campanile die barocken Obergeschosse auf.

## Grabtuchkapelle

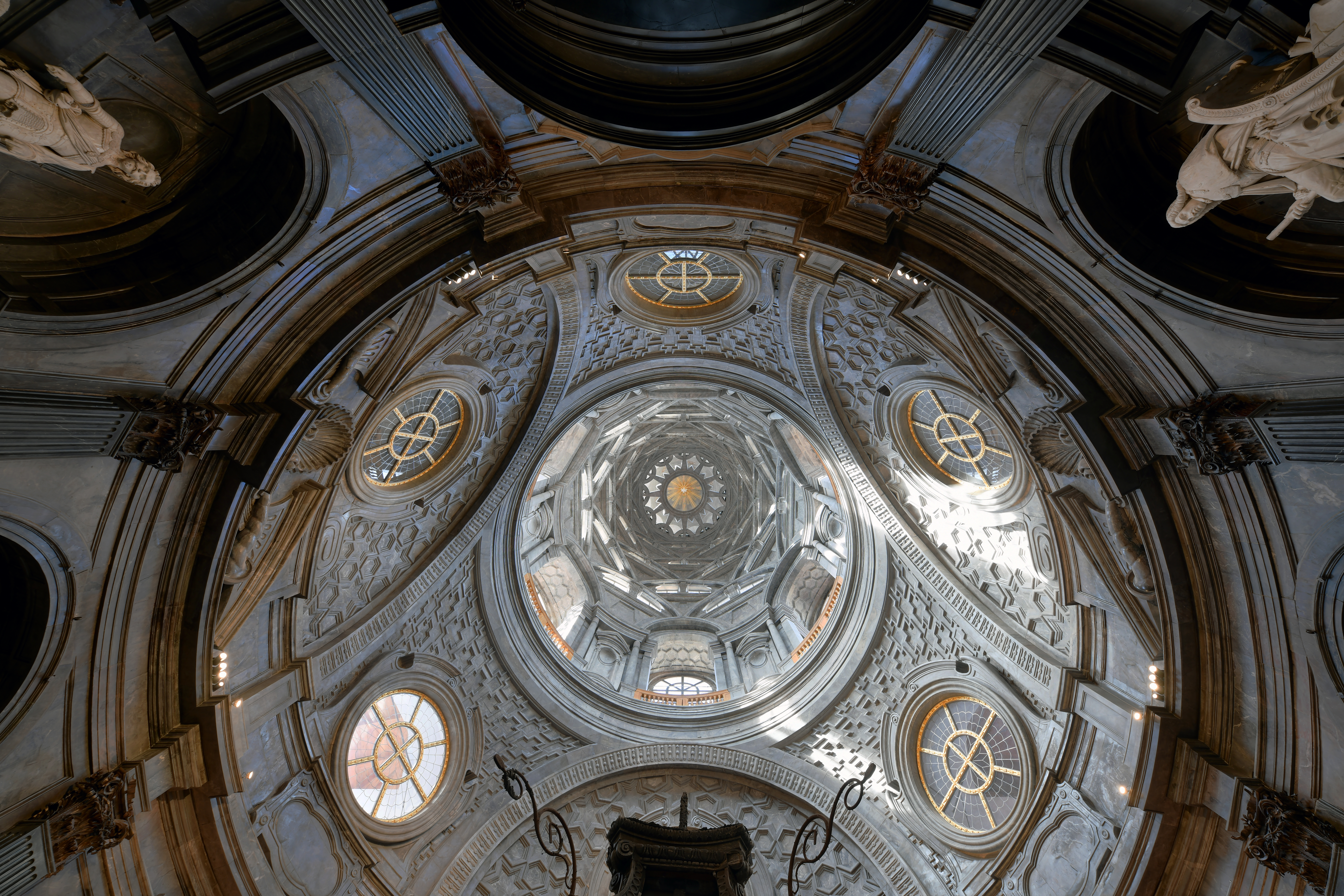
Kapelle des Turiner Grabtuchs, Kuppel von Guarino Guarini

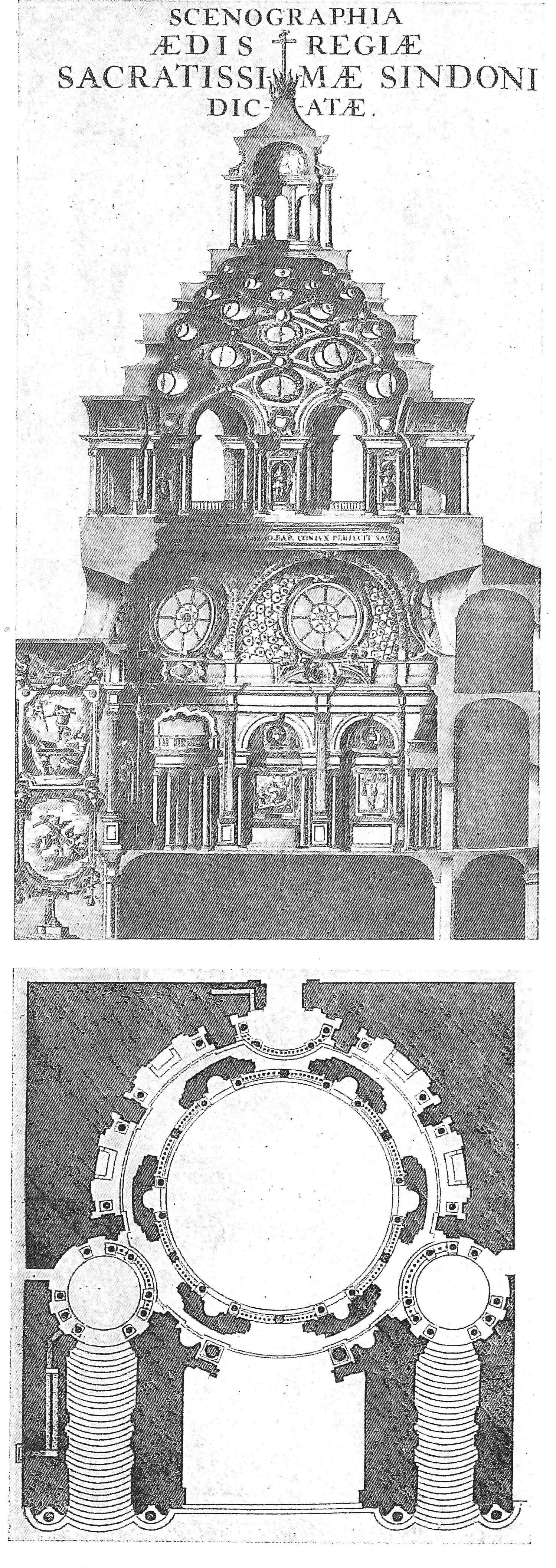
Auf- und Grundriss der Grabtuchkapelle auf dem Titelblatt der Scenographia des G. Guarini, 1682.

In religiöser und kunstgeschichtlicher Hinsicht ungleich bedeutender als der schlichte Hauptbau ist die unmittelbar hinter der Vierung der Kathedrale angefügte Kapelle, die im 17. Jahrhundert für den kostbarsten Schatz des Hauses Savoyen, das seit 1587 im Dom aufbewahrte Turiner Grabtuch, die Sacra Sindone, errichtet wurde.
Den Zugang bilden die beiden in die Achse der Seitenschiffe gelegten Treppenläufe seitlich des Chors, die zu runden Vorräumen hinaufführen, um das Niveau der Kapelle zu erreichen. Dieses war bestimmt von der Höhe des piano nobile im baulich unmittelbar anschließenden Schloss, um der Herzogsfamilie einen ungehinderten Zugang zu der auch als Grablege der Savoyer bestimmten Kapelle zu erleichtern.
1657 hatte Amadeo Castellamonte mit dem Rundbau begonnen. Er ist innen mit einer regelmäßigen Abfolge von Bogenstellungen im Serliana-Schema umgeben.
Als ein Jahrzehnt später Guarino Guarini die Leitung des unfertigen Baus übernahm, unterbrach er das Gleichmaß dieser unteren Zone, indem er sie mit drei Öffnungen zu Vorräumen unterbrach und mit einer ganz ungewöhnlichen Kuppelkonstruktion überwölbte: Jeweils zwei Nischen werden von einem großen Bogen überspannt, sodass diese im Dreieck angeordneten Rippen drei Pendentifs (die üblicherweise in der Baukunst dazu dienen, von den vier Ecken eines Grundrissquadrats zur runden Kuppel überzuleiten) begrenzen, die den Fußkreis der Kuppeltrommel tragen. Dieser Tambour ist wieder in ruhigem sechsfachen Rhythmus gegliedert und darüber schließt sich das 1682 vollendete Kuppelgewölbe mit einem vielfach durchbrochenen Netzwerk aus Segmentbögen, die in sechs Schichten versetzt übereinander getürmt sind. Diese statisch ungemein differenzierte Abfolge von Baugliedern spielt zudem mit wechselndem Lichteinfall.
Die Zahl Drei ist ein mehrfach wiederkehrendes Motiv der Kapellenarchitektur. Guarini, der auch Mathematiker und Theologe war, hatte sie bewusst als Trinitätssymbol eingesetzt. Seine Formerfindungen in dieser Kapelle gehören zu den großartigsten der ganzen Barockzeit, sie haben weder ein Vorbild noch eine spätere Nachahmung oder Weiterentwicklung gefunden.
Die Kapelle wurde 1990 wegen Bauschäden geschlossen. Kurz vor Abschluss der Restaurierungsarbeiten wurde sie bei einem Brand am 12. April 1997 schwer beschädigt und erst nach einer mehr als 21 Jahre andauernden Restaurierung am 27. September 2018 wieder eröffnet. Die Restaurierung des Altars soll 2019 beginnen. Die Besichtigung der Kapelle ist Bestandteil des Rundgangs durch die Musei Reali Torino.
Die Kirche St-Suaire in Nizza ist nach ihrem Vorbild erbaut worden.

## Ausstattung des Doms
Über dem mittleren Portal des Doms befindet sich eine von Luigi Gagna gemalte Kopie des Abendmahlbildes von Leonardo da Vinci in Mailand, in der Kapelle der hl. Crispino und Crispiniano ein mehrteiliges Altarbild mit der Madonna und Heiligen, gestiftet 1504 von der Schusterzunft und gemalt von Giovanni Martino Spanzotti, das Grabmal des Bischofs Claudio di Seyssel von 1526 stammt von Matteo Sanmicheli. Drei Altäre in der dritten bis fünften rechten Seitenkapelle rechts sind Werke von Bartolomeo Caravoglia: eine Madonna mit vier Heiligen von 1655, eine Tafel mit der hl. Barbara und dem hl. Hieronymus und die Madonna mit den Heiligen Hippolyt und Cassian von 1656. Nachdem die Turiner während der Pest von 1630 ihrem zweiten Stadtpatron, dem hl. Secundus, eine Kapelle gelobt hatten, wurde die Cappella di San Secondo um 1650 von dem aus Lugano stammenden Giovanni Andrea Casella (1619–1685) ausgestaltet. Er schuf auch das Fresko Vier Ereignisse aus dem Leben der hll. Cosmas und Damian in der Cappella di San Giovanni Battista, das Altarbild Die hl. Cäcilia verehrt die Madonna mit dem Kind und weitere Altartafeln.
Die Marmorstatuen der hll. Christina und Teresa schuf Pierre Legros (1666–1719), die Büste des Papstes Pius IX. Giovanni Albertoni (1806–1887), das Monument für Kardinal Giuseppe Gamba der Bildhauer Edoardo Rubino im Jahr 1930.
Orgel

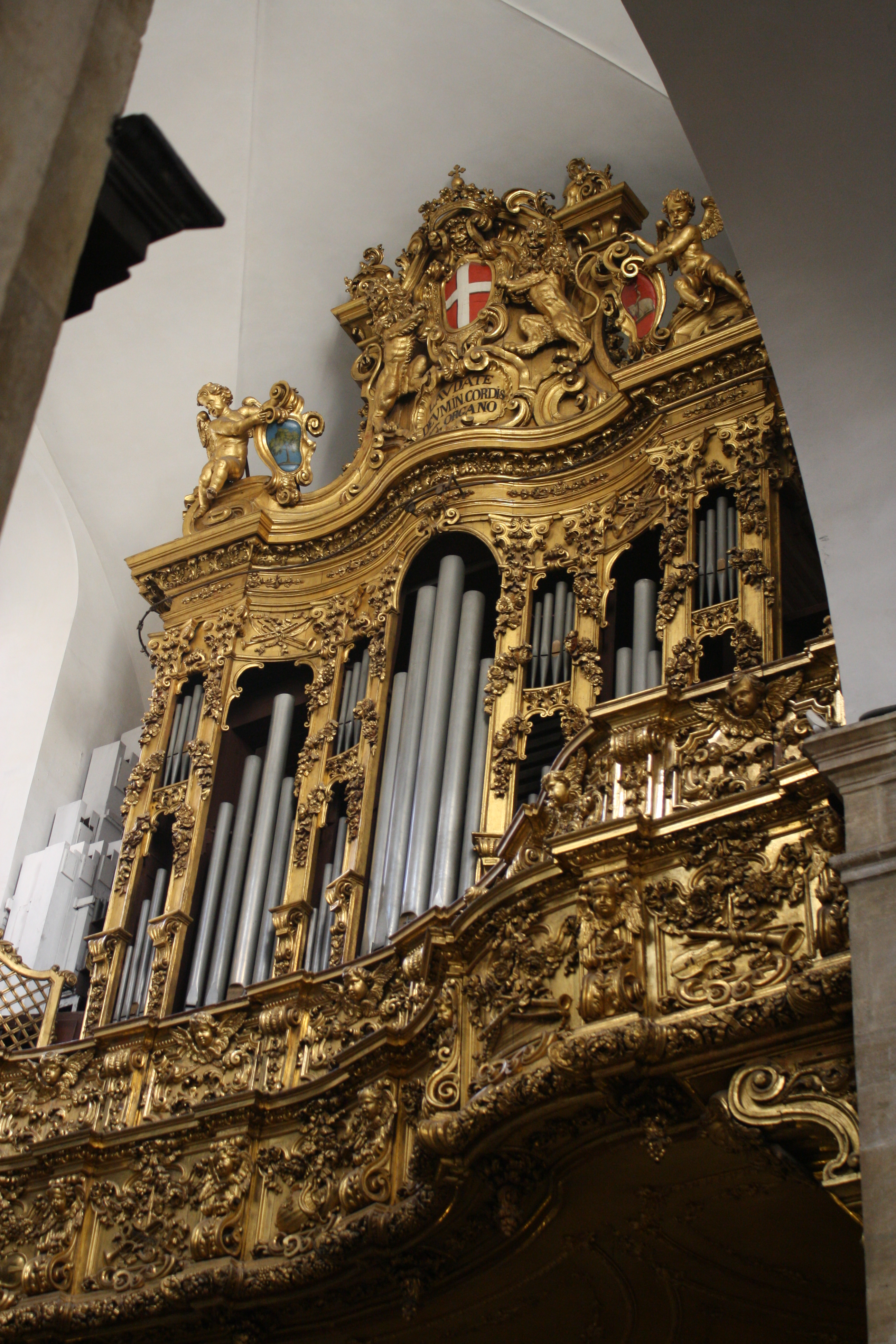
Ansicht der großen Orgel

Die Orgel wurde 1874 von Giacomo Vegezzi Bossi erbaut, und in den Jahren 1901–1902 von demselben verändert. Das Instrument steht auf der Sängerbühne auf der Epistelseite des Altares, in einem monumentalen Gehäuse, das von Benedetto Antegnati (Brescia) erbaut worden war, und zuvor schon mehrere Instrumente beherbergte. Die Domorgel wurde 1972 umfassend restauriert, wobei einige Register hinzugefügt wurden. Das Instrument hat insgesamt 59 Register, verteilt auf zwei Manuale und Pedal. In den Manualwerken sind insgesamt 15 Register in Bass- und Diskant-Seite separat registrierbar. Die Trakturen sind mechanisch.
| I Manual C–c4 |                    |             |
| 1.            | Voce umana D       | 8′          |
| 2.            | Corni dolci D      | 16′         |
| 3.            | Flauto traverso D  | 8′          |
| 4.+5.         | Flauto in VIII B/D | 4′          |
| 6.+7.         | Ottavino B/D       | 2′          |
| 8.            | Cornetto III D     |             |
| 9.            | Cornetto in XVII B | 1 3⁄5′      |
| 10.           | Violone B          | 8′          |
| 11.           | Violino D          | 8′          |
| 12.+13.       | Trombe B/D         | 16′         |
| 14.+15.       | Trombe B/D         | 8′          |
| 16.           | Corno inglese D    | 16′         |
| 17.           | Clarino B          | 8′          |
| 18.           | Clarinetto D       | 8′          |
| 19.           | Oboe D             | 8′          |
| 20.           | Clarone B          | 4′          |
| 21.+22.       | Principale B/D     | 16′         |
| 23.+24.       | Principale B/D     | 8′          |
| 25.+26.       | Principale II B/D  | 8′          |
| 27.+28.       | Ottava B/D         | 4′          |
| 29.+30.       | Ottava II B/D      | 4′          |
| 31.+32.       | XII B/D            | 4′          |
| 33.           | XV                 | 2′          |
| 34.           | XIX                | 1 ⁄3′       |
| 35.           | XXII–XXVI          | 1′ + 2⁄3′   |
| 36.           | XXVI–XXIX          | 2⁄3′ + 1⁄2′ |
| 37.           | XXVI–XXIX          | 2⁄3′ + 1⁄2′ |
| 38.           | XXXIII–XXXVI       | 1⁄3′ + 1⁄4′ |
| 39.           | XXXIII–XXXVI       | 1⁄3′ + 1⁄4′ |
| 40.           | XXXIII–XXXVI       | 1⁄3′ + 1⁄4′ |
| 41.           | Sesquialtera       |             |

| II Manual C–c4 |                        |             |
| 42.+43.        | Principale B/D         | 8′          |
| 44.+45.        | Ottava B/D             | 4′          |
| 46.            | XV                     | 2′          |
| 47.            | XIX                    | 1⁄3′        |
| 48.            | XXII                   | 1′          |
| 49.            | XXVI                   | 1⁄3′        |
| 50.            | XXIX–XXXIII            | 1⁄2′ + 1⁄3′ |
| 51.            | Voce umana             | 8′          |
| 52.+53         | Bordone B/D            | 8′          |
| 54.            | Flauto traverso D      | 8′          |
| 55.+56.        | Flauto conico B/D      | 4′          |
| 57.            | Flautino D             | 2′          |
| 58.            | Cornetto a tre canne D |             |
| 59.            | Violino D              | 8′          |
| 60.            | Voce flebile           | 8′          |
| 61.            | Tromba D               | 8′          |
| 62.+63.        | Violoncello B/D        | 8′          |
| 64.            | Voce corale D          | 16′         |

| Pedal C–d1 |                |         |
| 65.        | Contrabbasso   | 16′     |
| 66.        | Principale     | 16′     |
| 67.        | Gran Quinta    | 10 2⁄3′ |
| 68.        | Ottava         | 8′      |
| 69.        | Ottava         | 4′      |
| 70.        | Ripieno VI     |         |
| 71.        | Flauto coperto | 8′      |
| 72.        | Bombarde       | 16′     |
| 73.        | Trombone       | 8′      |
| 74.        | Clarone        | 4′      |

## Ausstattung der Grabtuchkapelle
Die Mitte der in schwarzem Marmor gehaltenen Grabtuchkapelle beherrscht ein 1694 von Antonio Bertola entworfener Altaraufbau, der den silbernen Schrein für das hochverehrte Grabtuch enthält. Nachdem es bei dem Brand von 1997 nur mit knapper Not gerettet werden konnte, wird es aus konservatorischen Gründen nur noch selten ausgestellt, zuletzt 2015. In der kugelsicheren Vitrine wird meist eine Reproduktion gezeigt.
Zum Grabtuch selbst und seiner Aufbewahrung siehe: 

## Fotos

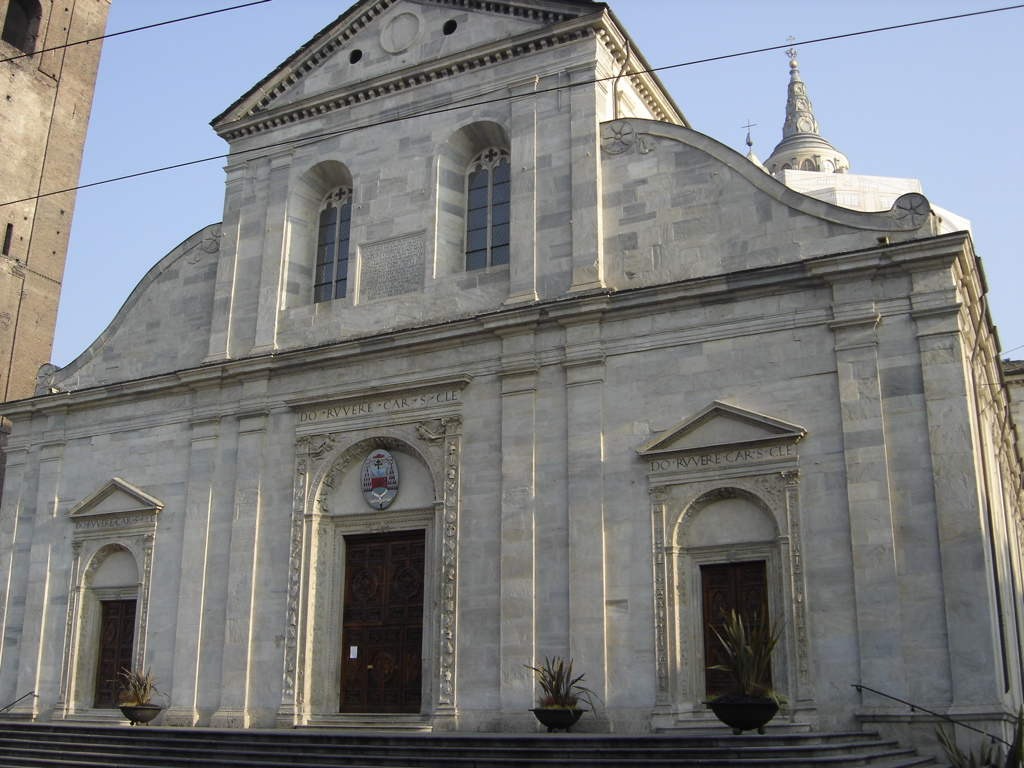
Fassade der Kathedrale San Giovanni Battista
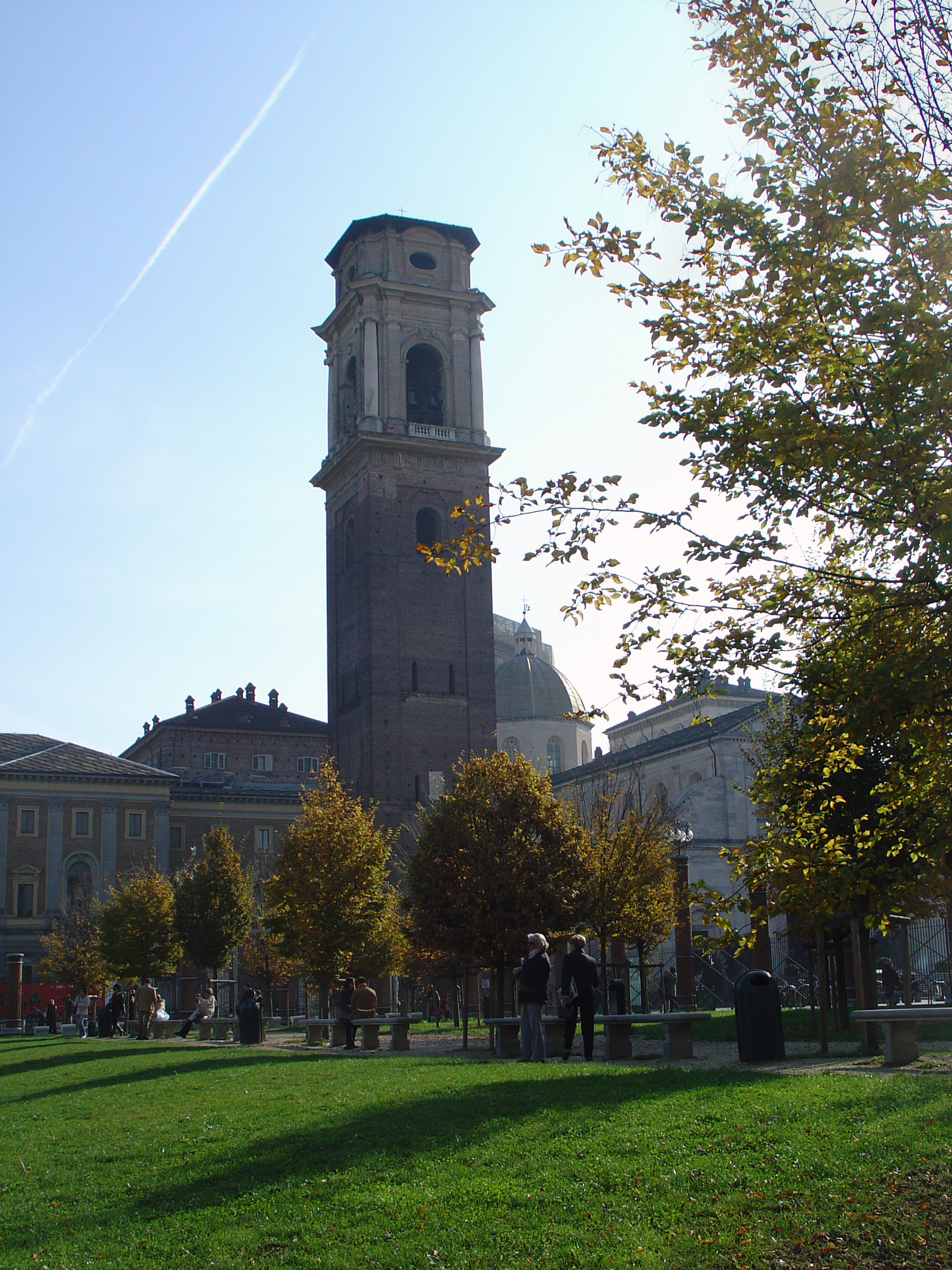
Campanile
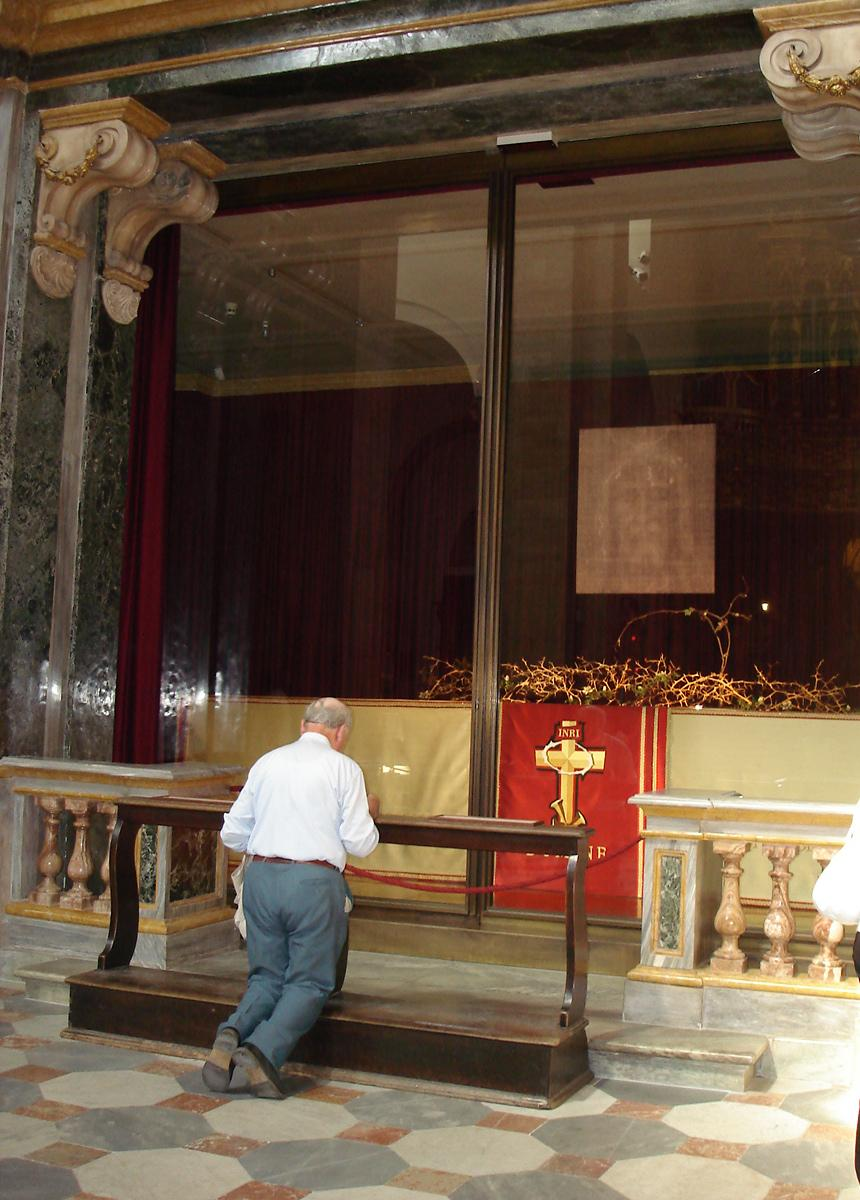
Vitrine für das Turiner Grabtuch mit Detailreproduktion der „Sacra Sindone“.